# Bahnhof Nîmes
Der Bahnhof Nîmes ist der größte Bahnhof der SNCF in der französischen Stadt Nîmes. Er wurde 1843 eröffnet.
Der Bahnhof wird täglich von rund 8000 Fahrgästen genutzt. Für die Personenzüge stehen zwei Mittelbahnsteige mit vier Bahnsteiggleisen zur Verfügung, an denen Regionalverbindungen und Intercités unter anderem in die Städte Avignon, Narbonne, Marseille, Clermont-Ferrand und Perpignan verkehren. Zudem besteht Anschluss an das Netz des TGV, in dem Verbindungen nach Paris, Montpellier, Dijon, Barcelona und Madrid bestehen.
Umsteigemöglichkeiten in das städtische Busnetz sind ebenfalls vorhanden. In der Bahnhofsumgebung befinden sich zahlreiche Sehenswürdigkeiten wie zum Beispiel das Amphitheater von Nîmes.